# 제임스 피킨스 주니어
제임스 피컨스 주니어(James Pickens Jr., 1954년 10월 26일 ~ )는 미국의 배우이다.

## 출연 작품
- 42 (2013)
- 저스트 라이트 (2010)
- 볼 돈 라이 (2008)
- 베놈 (2005)
- 화이트 러쉬 (2003)
- 홈 룸 (2002)
- 리버티 하이츠 (1999)
- 머더 게임 (1999)
- 벡커 (1998)
- 레게 파티 (1998)
- 불워스 (1998)
- 스피어 (1998)
- 그리드락 디 (1997)
- 브루드하운드 (1997)
- 로켓 맨 (1997)
- 미시시피의 유령 (1996)
- 슬리퍼스 (1996)
- 샤론의 씨크리트 (1995)
- 데드 프레지던트 (1995)
- 닉슨 (1995)
- 릴리의 선택 (1994)
- 머니맨 (1993)
- 사회에의 위협 (1993)
- 익스크루시브 (1992)
- 트레스패스 (1992)
- 슛! 골인 (1987)
- 에프 엑스 (1986)

### 텔레비전
- 프라이빗 프랙티스 (2007)
- 그레이 아나토미 시즌1 (2005)
- 비버리힐즈의 아이들 (1990)
- 로잔느 아줌마 (1988)